# Chamaedorea sartorii
Chamaedorea sartorii är en enhjärtbladig växtart som beskrevs av Frederik Michael Liebmann. Chamaedorea sartorii ingår i släktet Chamaedorea och familjen Arecaceae. Inga underarter finns listade i Catalogue of Life.